# Bhakanje
Bhakanje – gaun wikas samiti we wschodniej części Nepalu w strefie Sagarmatha w dystrykcie Solukhumbu. Według nepalskiego spisu powszechnego z 2001 roku liczył on 258 gospodarstw domowych i 1321 mieszkańców (655 kobiet i 666 mężczyzn).